# Transport iz raja
Transport iz raja (češko Transport z ráje) je češkoslovaški črno-beli dramski film iz leta 1963, ki ga je režiral Zbyněk Brynych in zanj napisal tudi scenarij skupaj z Arnoštom Lustigom, na katerega romanu Noč upanja temelji zgodba. V glavnih vlogah nastopajo Zdeněk Štěpánek, Ilja Prachař in Ladislav Pešek. Zgodba prikazuje življenje v koncentracijskem taborišču Terezín v zadnjih dnevih pod nacistično oblastjo.
Film je bil premierno prikazan 5. marca 1963 v češkoslovaških kinematografih. Naletel je na dobre ocene kritikov ter osvojil zlatega leoparda, glavno nagrado na Mednarodnem filmskem festivalu Locarno.

## Vloge
- Zdeněk Štěpánek kot David Löwenbach
- Ilja Prachař kot SS-Obersturmführer Moritz Herz
- Ladislav Pešek kot zapornik Hynek Roubíček
- Jindřich Narenta kot general Josef Knecht
- Vlastimil Brodský kot pomočnik
- Čestmír Řanda kot Ignatz Marmulstaub
- Jiří Vršťala kot voznik Binde
- Jaroslav Raušer kot vodja taborišča von Holler
- Valtr Taub kot zapornik Joachim Spiegel
- Martin Gregor kot kabaretist Kurt Gerron
- Josef Abrhám kot Datel
- Josef Vinklář kot Vágus
- Jiřina Štěpničková kot zapornica Elisabeth Feinerová
- Juraj Herz kot Mylord